# Metros sobre el nivel del mar (Suiza)

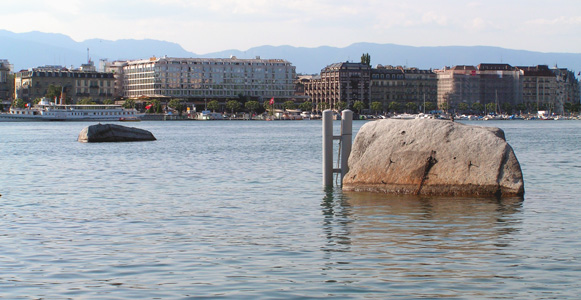
Las Pierres du Niton en el puerto de Ginebra

Metros sobre el nivel del mar (en alemán: Meter über Meer (m ü.M.) ) es el referente altimétrico utilizado en Suiza. Tanto el sistema como el término también se utilizan en el Principado de Liechtenstein.

## Uso
En Suiza, las alturas niveladas de la red nacional suiza de nivelación 1902 (LN 02) se utilizan como alturas oficiales sin compensación por gravedad.
El punto de referencia para la red nacional suiza de alturas son las Pierres du Niton (en francés), un par de rocas inusuales en el puerto del lago de Ginebra. Esa altura se define a partir de la altura media del Mareógrafo de Marsella, el punto de referencia para los datos de altura en Francia, y se redondea a 373,6 m. La altura solo se midió con precisión en 1902.
Como la altura de las Pierres du Niton se midió incorrectamente en 1845 siendo 376,86 metros, la información de altura relacionada con este antiguo horizonte (por ejemplo, en el Mapa Siegfried y el Mapa Dufour, ambos ampliamente utilizados) es 3,26 m más alta que la actuales valores oficiales.
En la frontera entre Suiza y Austria, las alturas suizas son 6 a 75 mm más alto que las alturas austriacas sobre el Adriático . 
Dado que el potencial gravitatorio no se puede despreciar para aplicaciones con requisitos de alta precisión, la red nacional suiza de altura de 1995 (LHN95) creó un nuevo punto de referencia vertical de altura ortométrica, fijado al geoide. La altura del nuevo punto de referencia, el Observatorio de Zimmerwald, se eligió para que el punto de referencia de las Pierres du Niton mantuviera su nivel actual. Las alturas de LHN95 difieren de las alturas de LN02 hasta en 50 cm (20 plg). Sin embargo, debido al peligro de confusión causado por el cambio en los sistemas de altura, no se han introducido nuevas alturas para la medición oficial.
El establecimiento de un sistema de referencia común claramente entendido es particularmente importante en proyectos transfronterizos que involucran a Suiza, debido a los diferentes sistemas de referencia utilizados en sus países vecinos. 